# Солодников, Николай Николаевич (блогер)
Никола́й Никола́евич Соло́дников (род. 20 января 1982, Демидов, Смоленская область) — российский журналист, режиссёр и видеоблогер, библиотекарь. Организатор проектов «Диалоги» и «Открытая библиотека». В 2018—2022 годах — ведущий авторского шоу на YouTube-канале «ещёнепознер», где берёт интервью у известных журналистов, бизнесменов, политиков, деятелей интернета, телевидения, театра, кино, музыки, шоу-бизнеса и науки. С сентября 2022 года — ведущий еженедельного YouTube-шоу «Солодников». В 2024 году на экраны выходит его полнометражный художественный фильм «Во сне ты горько плакал».

## Биография
Родился 20 января 1982 года в городе Демидов Смоленской области.
После окончания девятого класса школы учился в Санкт-Петербургском кадетском ракетно-артиллерийском корпусе в течение трёх лет. Позже поступил в Смоленский институт искусств, затем перевёлся в Московский институт культуры.
С 2003 по 2004 год работал в доме-музее К. И. Чуковского в Переделкине.
В 2005 году вернулся в Петербург, чтобы попробовать себя в сфере преподавания: читал лекции по литературе и истории мировой культуры в Российском колледже традиционной культуры в Пушкине, а также в СПбГИК. В то время жил в Павловске. В 2007 году окончил Санкт-Петербургский университет культуры и искусств по специальности «учитель». Также обучался в аспирантуре Высшей школы народных искусств, но диссертацию не защитил.

Позже Николай познакомился с режиссёром Александром Сокуровым. 
Сокуров — это какая-то точка на горизонте, в которой сходятся человеческое и божественное, наверное так. — Николай Солодников 
Солодников написал ему письмо, чтобы тот приехал в колледж и поговорил со студентами и преподавателями. В то время Сокуров сотрудничал с одним из телеканалов в городе, и он помог Николаю попасть в передачу, посвящённую проблемам преподавания литературы. Спустя некоторое время Солодникову предложили сотрудничество с телеканалом 100ТВ, где он с апреля 2010 по июль 2014 года был ведущим передач «Последние известия. Отражение дня», «Субботнее утро» и «Кипяток».
С 2012 года — сотрудник Библиотечного факультета Санкт-Петербургского Института Культуры.
В 2012—2016 годах создатель, куратор, ведущий проектов «Диалоги» и «Открытая библиотека».
В 2018 году на видеохостинге Youtube был запущен проект Николая Солодникова — «ещёнепознер».

2 октября 2019 года в Московском театре мюзикла прошло вручение категории «Дневной эфир» телепремии ТЭФИ, где Николай получает статуэтку ТЭФИ за программу для детей и юношества «Орёл и решка. Семья» телеканала «Пятница!».

Я не чувствую себя настоящим журналистом, у меня нет специального образования. Мне кажется, у нас есть два интервьюера, которые, на мой взгляд, соответствуют этому очень серьёзному званию — журналист. Это моя жена, Катерина Гордеева, и Юрий Дудь — два человека, которые блестяще с этой работой справляются. 
— Николай Николаевич Солодников
В 2019 году Николай создал новое шоу, запущенное совместно с магазином «Подписные издания». В своих видеороликах он знакомит подписчиков с разными печатными изданиями, которые можно купить со скидкой или вообще получить бесплатно.

### Отношение к искусству
Я часто плачу на концертах классической музыки. Я не часто хожу, но те музыканты, чьи концерты я посещаю, заставляют меня рыдать. Григорий Соколов — любой концерт.
Среди кинорежиссёров отмечает Александра Сокурова, Андрея Звягинцева, Андрея Тарковского, Алексея Германа, Михаэля Ханеке, Паоло Соррентино.

## Проекты «Диалоги» и «Открытая библиотека»
В 2012 году, когда Николай начал преподавать в Институте культуры на библиотечном факультете, к нему и пришла идея создать «Открытую библиотеку» — общественно-культурный проект, целью которого изначально было расширить формат и переустроить городские общедоступные библиотеки.
В должности заместителя директора Центральной городской библиотеки им. В. В. Маяковского Санкт-Петербурга по связям с общественностью создает Общественно-культурный проект «Открытая библиотека» в Петербурге в 2012 году.
«Диалоги» — самый популярный формат проекта, в рамках которого два человека говорят на самые различные темы — от политики до литературы.
«Диалоги» организовывает команда проекта «Открытой библиотеки». В его рамках в «Маяковке» на протяжении трех последних лет проходили публичные дискуссии на самые разные культурные и общественно-политические темы. Участниками «Диалогов» стали, в частности, Александр Сокуров и Ирина Прохорова, Александр Невзоров и Олег Кашин, Людмила Улицкая и Александр Аузан, Гарри Бардин и Светлана Алексиевич, Данила Козловский и Андрей Кураев, Алексей Кудрин и Владимир Мединский, Татьяна Лазарева и Светлана Сорокина, Генри Резник и Константин Сонин.
В рамках работы «Открытой библиотеки» проводятся дискуссии на культурные и общественно-политические темы, участие в которых принимают Ирина Прохорова, Юрий Сапрыкин, Екатерина Шульман, Лев Шлосберг, Анна Наринская, Людмила Улицкая и другие.

Перед началом «Диалогов» от 26 июня 2016 года между культурологом Александром Эткиндом и политологом Екатериной Шульман Николай Солодников заявил, что проект «Открытая библиотека» больше не будет проводить свои мероприятия в библиотеке имени Маяковского. Он объяснил такое решение следствием давления «определённого рода служб и структур».
«Для меня наши Диалоги — это шанс услышать тот самый Одинокий Голос Человека. Кто и что ни думал бы об этом, я уверен — механизм должен работать». 
— Николай Солодников
После этого Николай покинул Россию вплоть до сентября 2016 года.
Осенью 2016 года «Диалоги» проводились в Государственном Эрмитаже, весной 2017 года — на Новой сцене Александринского театра. В 2018—2020 годах — в Высшей школе экономики в Петербурге и в Новой Голландии (совместно с Катериной Гордеевой). С апреля 2021 года, после годового перерыва ввиду пандемии COVID-19, проект проводится в книжном магазине «Подписные издания».

## ещёнепознер
«ещёнепознер» — альтернатива «вДудя» для интеллектуалов. — Николай Кубрак.
Осенью 2018 года на видеохостинге YouTube вышел первый выпуск нового проекта Николая Солодникова — «ещёнепознер». Николай выбрал именно такой ресурс, поскольку уверен, что эта платформа «победила» телевидение, на ней есть возможность высказываться в самых разных формах. Формат — еженедельные беседы с интересными героями. В шоу приходят актёры, режиссёры, писатели, политические деятели, был архитектор и другие. Первым гостем «ещёнепознера» стал директор Эрмитажа Михаил Пиотровский.
Название канала происходит не из-за почитания автором Владимира Познера, а как шутка на основе песни «Ещё не поздно» группы «АукцЫон».
Несмотря на схожесть с другим проектом Солодникова — «Диалогами» — дискуссиями на культурные и общественно-политические темы, Николай считает проекты «совершенно разными историями». В отличие от «Диалогов», которые проводятся исключительно офлайн (а затем транскрипт дискуссий появляется на веб-сайте «Открытой библиотеки»), «ещёнепознер» существует только в онлайн-пространстве. Роль самого Николая также отличается: если в «Диалогах» он только модерирует разговор и очень редко сам является спикером, в программе «ещёнепознер» он является полноценным собеседником гостя.
Создатели шоу подчёркивают, что каждый выпуск — это не интервью, здесь не услышать «острых», «актуальных» или «принципиальных» вопросов:
А я не журналист и никогда им не был. Мне неинтересно задавать острые вопросы, разбираться в проблеме по-журналистски. Это не моя профессия. Я — библиотекарь. И продолжаю этим библиотечным делом заниматься в пространстве ютуба.
Ролики на канале получаются очень разными за счет приглашённых участников: каждый раз ход и темп разговора отличаются, они соответствуют собеседнику.
В конце каждого выпуска Солодников разыгрывает пять книг, которые называет гость. Книги для передачи предоставляет магазин «Подписные издания». Чтобы выиграть, зрителям нужно написать в комментариях к видео вопрос гостю, среди которых лучший потом выбирают Николай Солодников и его команда.
7 ноября 2019 года состоялась эксклюзивная премьера «ещёнепознера» на онлайн-платформе PREMIER: вышел ролик с Ксенией Раппопорт, который на YouTube-канале появился только 13-го числа.
19 сентября 2022 года Солодников заявил об уходе команды проекта «ещёнепознера» в «длительный отпуск». Сам Солодников запустил новую еженедельную программу на новом YouTube-канале.

### Достижения
В ноябре 2019 года фильм Катерины Гордеевой «Норд-Ост. 17 лет», размещённый на канале «ещёнепознер», получил ежемесячную журналистскую премию «Редколлегия».
7 декабря 2019 года на церемонии вручения второй российской премии в области веб-индустрии Николай Солодников со своим проектом «ещёнепознер» победил в категории «Интервьюер года».
Проект вошёл в обзор Итоги-2019 «Лучшие документальные фильмы и видеоблоги о музыке за 2019 год» АФИША DAILY с выпуском «Shortparis: страх, ненависть и тело России».
Самые популярные видео канала на май 2023 года — «Братва. История бандитского Петербурга» (5,9 млн), интервью с Татьяной Черниговской (5,1 млн) и интервью с Юрием Стояновым (4,1 млн).

### Список выпусков
Проект состоит из 5 сезонов, включающих в себя следующие интервью и фильмы:

#### 1 сезон
| №  | Дата показа     | Гость выпуска                                                                    |
| -- | --------------- | -------------------------------------------------------------------------------- |
| 1  | 22 октября 2018 | Михаил Пиотровский: кабинет Мединского, горящая Москва, женские ласки в Эрмитаже |
| 2  | 28 октября 2018 | Александр Сокуров: Монеточка, телефоны Михалкова, трагедия Тарковского           |
| 3  | 4 ноября 2018   | Андрей Звягинцев: личная жизнь, Бродский, «Тачки», Путин                         |
| 4  | 11 ноября 2018  | Дмитрий Быков: харассмент, наркотики, где живёт Пелевин                          |
| 5  | 18 ноября 2018  | Юрий Норштейн: чёлка Сечина, картофель Ван Гога и сраная Сити                    |
| 6  | 25 ноября 2018  | Анатолий Чубайс: Немцов, Кадыров, Авдотья Смирнова и демократ Путин              |
| 7  | 2 декабря 2018  | Чулпан Хаматова: талантливый Эрнст, свободный Серебренников и «Голая пионерка»   |
| 8  | 10 декабря 2018 | Галина Тимченко: Meduza, Кремль, олигархи и одиночество                          |
| 9  | 16 декабря 2018 | Дмитрий Муратов: крутая Политковская, защита Кадырова, большая война             |
| 10 | 23 декабря 2018 | Владимир Мединский: хороший, плохой, злой                                        |

#### 2 сезон
| №   | Дата показа      | Гость выпуска |
| --- | ---------------- | --- |
| 11  | 16 января 2019   | Алексей Венедиктов: загадка Навального, судьба Путина и возвращение Гусинского                                                                                 |
| 12  | 23 января 2019   | Нюта Федермессер: Каспаров и ЮКОС, власть и смерть |
| 13  | 30 января 2019   | Олег Басилашвили: война, кино и свобода |
| 14  | 6 февраля 2019   | Алексей Уминский: пофигизм, патриарх и яйцо динозавра |
| 15  | 13 февраля 2019  | Антон Долин: Oxxxymiron, Ургант и сериал про Путина (изначально подзаголовок имел название «Мухи, люди и говно»)                                               |
| 16  | 20 февраля 2019  | Виктор Шендерович: деньги Суркова, театр Табакова и Крым |
| 17  | 27 февраля 2019  | Владимир Мартынов: Соррентино, Фёдоров, Пярт и конец времени композиторов                                                                                      |
| 18  | 7 марта 2019     | Юрий Сапрыкин: Лимонов и Пархоменко, философы и хипстеры |
| 19  | 14 марта 2019    | Екатерина Шульман: выбирает преемника Путина и обижает всех |
| 20  | 21 марта 2019    | SHORTPARIS: страх, ненависть и тело России |
| 21  | 28 марта 2019    | Григорий Явлинский: покушение на сына, спецслужбы и заложники                                                                                                  |
| 22  | 4 апреля 2019    | Гарри Бардин: одиночество, цензура и счастье |
| 23  | 10 апреля 2019   | Алла Демидова: предатели, собаки и гении |
| 24  | 18 апреля 2019   | Юлия Латынина: папки Путина, война с Грузией, Эйнштейн и Иисус                                                                                                 |
| 25  | 24 апреля 2019   | Леонид Десятников: Украина и стыд, Шостакович и политика |
| 26  | 2 мая 2019       | Константин Райкин: ноги Михалкова, руки Табакова, голова Товстоногова                                                                                          |
| 27  | 10 мая 2019      | Александр Архангельский: что значит сегодня быть русским? |
| 28  | 16 мая 2019      | Лев Шлосберг: тайные похороны, уставшие врачи и вежливая ярость                                                                                                |
| 29  | 22 мая 2019      | Михаил Кожухов: Кадыров и Аушев, Путин и Юмашев, Афганистан и Крузенштерн                                                                                      |
| 30  | 30 мая 2019      | Дмитрий Зимин: власть деспота, террор, умные олигархи и неумный Солодников                                                                                     |
| 31  | 5 июня 2019      | Олег Нестеров: обыкновенный фашизм и необыкновенная любовь |
| 32  | 12 июня 2019     | Андрей Васильев: слишком важное интервью — Эрнст, Рерберг и отмороженная женщина                                                                               |
| 33  | 19 июня 2019     | Сергей Дрейден: охрана Гергиева, ковчег Сокурова и маленький Довлатов (изначально подзаголовок имел название «Великий русский артист и великий русский фильм») |
| 34  | 27 июня 2019     | Николай Сванидзе: Путин /АнтиПутин и Сталин/АнтиСталин |
| 35  | 4 июля 2019      | Ирина Прохорова: женщина — президент России и война всех против всех                                                                                           |
| 36  | 11 июля 2019     | Виктор Голышев: Барышников и Бродский, Рихтер и Соколов, и весь этот джаз                                                                                      |
| 37  | 18 июля 2019     | Георгий Митрофанов: КГБ, ЛГБТ и русский апокалипсис |
| 38  | 25 июля 2019     | Гидон Кремер: родился, играл, умер. Shortparis, Вайнберг и Д.Д.                                                                                                |
| 39  | 1 августа 2019   | Кирилл Набутов: покушение на Невзорова, олимпийские тайны Эрнста и крах НТВ                                                                                    |
| 40  | 8 августа 2019   | Борис Куприянов: чья Москва? Чей Крым? Чей Летов? |
| 41  | 15 августа 2019  | Сергей Пархоменко: предатель Кашин, глупый Бабченко и расчётливый Навальный                                                                                    |
| 42  | 22 августа 2019  | Аркадий Ипполитов: Феллини, Муссолини и слезы Ди Каприо |
| 43  | 29 августа 2019  | Любовь Аркус: такое большое одиночество |
| 44  | 5 сентября 2019  | Александр Филиппенко: «Давай для них сыграем» |
| 45  | 11 сентября 2019 | Дмитрий Крымов: «Это был не театр. Это была любовь» |
| 46  | 18 сентября 2019 | Илья Новиков: Двинятин, Путин и хреновый прогноз |
| 47  | 26 сентября 2019 | Михаил Козырев: Земфира и Березовский, Бродский и «Наше Радио»                                                                                                 |
| 48  | 3 октября 2019   | Людмила Улицкая: «В моей жизни был только один поступок…» |
| 49  | 10 октября 2019  | Отар Иоселиани: похороны Тарковского, тост за Бродского и Грузия одна                                                                                          |
| 50  | 17 октября 2019  | Антон Красовский: «Юрий Дудь — это Пушкин нашего времени» |
| 51  | 24 октября 2019  | Георгий Пинхасов: Картье-Брессон и Тарковский, Instagram и Роберт Капа                                                                                         |
| д/ф | 26 октября 2019  | Норд-Ост. 17 лет |
| 52  | 31 октября 2019  | Вера Полозкова: Oxxxymiron и Венеция, Noize MC и «Снова не мы»                                                                                                 |
| 53  | 7 ноября 2019    | Николай Картозия: память Парфёнова, характер Ивлеевой, тактика суслика                                                                                         |
| 54  | 13 ноября 2019   | Ксения Раппопорт: история старой квартиры, Козловский, Серебренников и мудрый Додин                                                                            |
| 55  | 20 ноября 2019   | Андрей Смирнов: пижон Тарковский, живой Стравинский, свет Годара и «Француз»                                                                                   |
| 56  | 27 ноября 2019   | Ольга Седакова: «Моцарт говорит, что комсомольские собрания ужасны»                                                                                            |
| 57  | 4 декабря 2019   | Юрий Быков: «Кто здесь самый главный патриот?» |
| 58  | 12 декабря 2019  | Кирилл Рихтер: попсовый Эйнауди, Oxxxymiron и «Русский реквием»                                                                                                |
| д/ф | 16 декабря 2019  | «Здесь пахнет ладаном». Курентзис, Дягилевский, Пермь |
| 59  | 18 декабря 2019  | Теодор Шанин: «Война начинается сегодня» |
| 60  | 25 декабря 2019  | Андрей Тарковский: семья, предательство друзей, эмиграция и смерть                                                                                             |

#### 3 сезон
| №   | Дата показа     | Гость выпуска                                                           |
| --- | --------------- | ----------------------------------------------------------------------- |
| 61  | 16 января 2020  | Алвис Херманис: Миронов, Хаматова, Барышников и самый русский спектакль |
| д/ф | 23 января 2020  | Афган. Человек [не] вернулся с войны                                    |
| д/ф | 28 января 2020  | Голоса. Дети блокады Ленинграда                                         |
| 62  | 30 января 2020  | Андрей Кураев: развратники, лицемеры и новый патриарх                   |
| 63  | 6 февраля 2020  | Элисо Вирсаладзе: «Кто здесь самый главный пианист?»                    |
| 64  | 13 февраля 2020 | Наум Клейман: «Эта вечность скоро кончится»                             |
| 65  | 20 февраля 2020 | Евгений Гришковец: «Люди, которые делают эту жизнь хуже»                |
| ф   | 1 марта 2020    | Альбина Назимова. 25 лет без Листьева                                   |
| 66  | 5 марта 2020    | Алёна Долецкая: смех, нерв и отчаяние                                   |
| 67  | 12 марта 2020   | Григорий Ревзин: «Путин и Навальный уничтожают потенциал страны»        |
| 68  | 19 марта 2020   | Анна и Надежда Михалковы: «В нашей семье безбашенных людей нет»         |
| 69  | 26 марта 2020   | Леонид Фёдоров: «Пир во время чумы»                                     |
| 70  | 2 апреля 2020   | Нино Катамадзе: «Надо спасать мир, а не критиковать его»                |
| 71  | 9 апреля 2020   | Сергей Чобан: суперзвезда современной архитектуры                       |
| 72  | 23 апреля 2020  | Юрий Рост: «Она была старшина, а ей капитаны шинель подавали»           |
| 73  | 30 апреля 2020  | Демьян Кудрявцев: Собчак, Путин, «Ведомости» и пара революций           |
| 74  | 7 мая 2020      | Георг Пелецис: великий композитор о самой прекрасной музыке на свете    |
| д/ф | 24 мая 2020     | «Дети Иосифа». К 80-летию Бродского                                     |
| 75  | 28 мая 2020     | Виталий Манский: любимый Михалков, анатомия Тату и собственная плоть    |
| д/ф | 11 июня 2020    | «Сквозь всю зиму»                                                       |
| 76  | 18 июня 2020    | Артемий Троицкий: портвейн, девки, песни и полное дерьмо                |
| 77  | 2 июля 2020     | Мераб Мамардашвили: «Истина дороже Родины»                              |
| д/ф | 23 июля 2020    | История «Медузы»: как это было на самом деле                            |
| 78  | 6 августа 2020  | Пётр Щедровицкий: «Россия возвращается в историю»                       |
| д/ф | 20 августа 2020 | «Эрмитаж, который мы потеряли»                                          |

#### 4 сезон
| №   | Дата показа      | Гость выпуска                                                                      |
| --- | ---------------- | ---------------------------------------------------------------------------------- |
| 79  | 3 сентября 2020  | Вячеслав Бутусов: любить Бодрова, смотреть Балабанова, слушать Баха                |
| 80  | 10 сентября 2020 | Александр Аузан: «Россия — это не нефть и газ. Россия — это талант и ум»           |
| 81  | 17 сентября 2020 | Андрей Хржановский: Норштейн и Шнитке, Гилельс и Рихтер, Рембрандт и Тонино Гуэрра |
| 82  | 24 сентября 2020 | Наталья Зубаревич: «И это наша Родина. И это мы такие»                             |
| 83  | 1 октября 2020   | Лев Лурье: невероятная история главного города России                              |
| 84  | 8 октября 2020   | Евгений Миронов: дружба Машкова, любовь Табакова и смелость Сокурова               |
| 85  | 15 октября 2020  | Яков Гордин: письмо Сталину, травля Пастернака, суд над Бродским                   |
| 86  | 22 октября 2020  | Максим Шевченко: «У меня с этой властью есть личные счёты»                         |
| 87  | 29 октября 2020  | Георгий Кочетков: «Все молчали. Мы молчать не должны»                              |
| 88  | 5 ноября 2020    | Борис Колоницкий: «Жёсткие парни вкусили власть»                                   |
| 89  | 12 ноября 2020   | Наталья Рязанцева: «Долгая счастливая жизнь»                                       |
| 90  | 19 ноября 2020   | Митрополит Иларион: «Винни-Пух и все-все-все»                                      |
| 91  | 26 ноября 2020   | Юрий Арабов: «Верхний слой бытия»                                                  |
| д/ф | 3 декабря 2020   | Братва: история бандитского Петербурга                                             |
| 92  | 10 декабря 2020  | Михаил Мейлах: судьба ленинградской интеллигенции                                  |
| 93  | 17 декабря 2020  | Александр Ширвиндт: «Теперь я свидетель всего»                                     |
| д/ф | 24 декабря 2020  | История «Эха Москвы»: как это было на самом деле                                   |
| 94  | 22 января 2021   | Полина Агуреева: «Это не мой мир»                                                  |
| 95  | 28 января 2021   | Сергей Мироненко: «Так дальше жить нельзя»                                         |
| 96  | 4 февраля 2021   | Николай Цискаридзе: «Я из тех людей, кто скажет правду»                            |
| 97  | 11 февраля 2021  | Александр Дугин: «Ла-ла-ла-ла-ла»                                                  |
| 98  | 18 февраля 2021  | Эдуард Артемьев: «Картины мастеров»                                                |
| 99  | 25 февраля 2021  | Олег Дорман: «Власть — фундамент для лжи»                                          |
| 100 | 4 марта 2021     | Юрий Стоянов: «Вообще ничего смешного»                                             |
| д/ф | 11 марта 2021    | Истории Серебряного века: секс, алкоголь и немного поэзии                          |
| 101 | 18 марта 2021    | Александр Проханов: «Русский Ренессанс»                                            |
| 102 | 25 марта 2021    | Татьяна Гринденко: «Гениально? Гениально!»                                         |
| 103 | 1 апреля 2021    | Этот выпуск должен вам понравиться: Александр Яценко                               |
| 104 | 8 апреля 2021    | Татьяна Черниговская: «Апокалипсис сегодня»                                        |
| 105 | 22 апреля 2021   | Сергей Иванов: «Не надо политизировать историю»                                    |
| 106 | 29 апреля 2021   | Вася Обломов: Магадан, «Господин хороший» и полная стыдоба                         |
| д/ф | 13 мая 2021      | Магия, чудо и гипноз: легендарные пианисты                                         |
| 107 | 20 мая 2021      | Вениамин Смехов: «Грехи наши мы сообщим исповедникам»                              |
| 108 | 27 мая 2021      | Евгения Альбац: «Вещи, которые важнее нас»                                         |
| 109 | 10 июня 2021     | Варвара Мягкова: вся нежность мира                                                 |
| 110 | 17 июня 2021     | Юлий Файт: абсолютно свободный человек                                             |
| 111 | 25 июня 2021     | Разговор, которого не было: Норштейн, Клейман, Крымов, Звягинцев                   |

#### 5 сезон
| №   | Дата показа      | Гость выпуска                                                                           |
| --- | ---------------- | --------------------------------------------------------------------------------------- |
| 112 | 22 июля 2021     | Николай Бурляев: «Мой друг, мой брат, мой любимый…»                                     |
| д/ф | 30 июля 2021     | Иероним Босх …и его демоны                                                              |
| 113 | 19 августа 2021  | Сергей Максимишин: «История маленького человека». Большой разговор с великим фотографом |
| 114 | 26 августа 2021  | «Россия одна»: Черниговская, Цискаридзе, Пиотровский                                    |
| 115 | 9 сентября 2021  | Русское поле экспериментов: Зубаревич, Аузан, Ревзин                                    |
| д/ф | 16 сентября 2021 | Анри Матисс …и его страсти                                                              |
| 116 | 30 сентября 2021 | Шум времени: главные русские композиторы                                                |
| 117 | 7 октября 2021   | Эра Коробова, которой везло на людей                                                    |
| 118 | 14 октября 2021  | Человек, которого не было                                                               |
| д/ф | 28 октября 2021  | Рембрандт: покушение, трибунал и банкротство                                            |
| д/ф | 5 ноября 2021    | Tequilajazzz: история главной рок-группы Петербурга                                     |
| 119 | 11 ноября 2021   | Человек, который был счастлив: отец Александр Шмеман                                    |
| 120 | 18 ноября 2021   | Игорь Растеряев: «Катастрофа русской жизни»                                             |
| д/ф | 26 ноября 2021   | Ян ван Эйк, старые фламандцы и их революция                                             |
| 121 | 2 декабря 2021   | Клеветникам России                                                                      |
| 122 | 10 декабря 2021  | Музыка, которая спасла мир                                                              |
| 123 | 16 декабря 2021  | Российская школа и её гении                                                             |
| 124 | 24 декабря 2021  | Русский Пикассо                                                                         |
| 125 | 30 декабря 2021  | Новогодняя Вселенная                                                                    |
| 126 | 21 января 2022   | Гарик Сукачёв: «Только страдания и больше ничего»                                       |
| 127 | 3 февраля 2022   | Человек, который сохранил Россию                                                        |
| д/ф | 17 февраля 2022  | Сальвадор Дали: «Ваша передача — пропаганда дурного вкуса»                              |
| 128 | 21 марта 2022    | Александр Сокуров: «Война и мир»                                                        |
| 129 | 28 марта 2022    | Солнце взойдёт: Клейман, Норштейн, Уминский                                             |
| 130 | 5 апреля 2022    | Музыка, которая дарит надежду                                                           |
| 131 | 14 апреля 2022   | Григорий Явлинский: «Война и мир»                                                       |
| 132 | 21 апреля 2022   | Самый страшный сон: Седакова, Архангельский, Мартынов                                   |
| д/ф | 28 апреля 2022   | Ян Вермеер …и великая история обмана                                                    |
| 133 | 12 мая 2022      | SHORTPARIS: «Война и мир»                                                               |
| 134 | 26 мая 2022      | Римас Туминас и его смысл жизни                                                         |
| 135 | 9 июня 2022      | Лев Шлосберг: «Война и мир»                                                             |
| д/ф | 30 июня 2022     | Питер Брейгель: «Всё тайное становится явным»                                           |
| 136 | 14 июля 2022     | Наталья Зубаревич: «Война и мир»                                                        |
| 137 | 4 августа 2022   | Алла Демидова: «Тайна. Тайна. Тайна»                                                    |
| д/ф | 23 августа 2022  | Каспар Давид Фридрих: «Последний художник»                                              |

## Премии и номинации
Общественные
- 2019 — ТЭФИ за программу для детей и юношества «Орёл и решка. Семья» на телеканале «Пятница!», которую вели Катерина Гордеева и Солодников[37].
- 2019 — Вторая российская премия в области веб-индустрии в категории «Интервьюер года» за проект «Ещенепознер»[38][39].
- 2019 — Национальная премия в области платного телевидения «Золотой луч» в номинации «Лучший онлайн-канал/видеоблог»[40][41].
- 2021 — «ТЭФИ-Мультимедиа» в номинации «Видеоблог», YouTube-канал «#ещенепознер» за интервью с Эдуардом Артемьевым «Картины мастеров»[42].
- 2024 — Царскосельская художественная премия за создание фильма «Иваново детство»[43].

## Семья
Вторая жена — журналистка Катерина Гордеева.
Воспитывает пятерых детей:
- Старший сын от первого брака Пётр (2010)[47],
- Приёмная дочь Александра (2010, удочерена Катериной Гордеевой сразу после рождения),
- Пасынок Георгий (2011, сын Катерины Гордеевой),
- Младший сын Яков (2015),
- Младшая дочь Елизавета (2016).

В 2018 году супруги и их дети Саша и Гоша приняли участие в шоу «Орёл и решка. Семья», выходившем на канале «Пятница!». По правилам проекта, один родитель с ребёнком получает 100 долларов, на которые они должны отдохнуть и развлечься; а другие получают на всё это безлимитную банковскую карту. Благодаря участию в этой программе Солодников и его жена приобрели ещё большую популярность у зрителей. Они побывали в Японии, Индонезии и Сингапуре.
В 2020 году Солодников выпустил документальный фильм «Сквозь всю зиму», в котором рассказал историю своего детства в Демидове. Главной героиней кинокартины стала бабушка Николая. Фильм посмотрели более 500 тысяч раз.

## Интервью
- ещёнепознер – до и во время войны (Youtube-канал «вДудь» — Юрия Дудя; 10 июня 2022)
- Николай Солодников. Голос человека (Youtube-канал «Лев Шлосберг» — Льва Шлосберга; 20 января 2023)